# Список персонажів «X/1999»
Персонажі «X/1999» були вигадані автором манґи Нанасе Окава, їхнім дизайнером стала художниця манґи Мокона Апапа. Основними персонажами є люди, які володіють надприродними силами і які використовують їх в Останній Битві і сновидці, які передрікають майбутнє. Багато з персонажів вже були присутніми в інших манґах. Субару Сумераґі, Сейшіро Сакурадзука і Хокуто Сумераґі — головні герої манґи «Tōkyō BABYLON»; Юто Кіґаі та Суо Такамура фігурували в манзі «Hagunshō Seisenki»; Акіра Іджюін — головний герой манґи «20 Menshō ni Onegai!!»; Нокору Імонояма один з головних героїв манґи «CLAMP Gakuen Tanteidan». Також переважна більшість персонажів манґи «X/1999» фігурували в манзі «Tsubasa ~RESERVoir CHRoNiCLE~».
Більшість з Драконів виховувались в релігійних організаціях чи сектах:
- Сората Арісуґава — буддійська секта Шінґон.
- Араші Кішю — синтоїстський храм Ісе.
- Юдзуріха Некой — синтоїстський храм Міцуміне.
- Субару Сумераґі — клан онмьоджі Сумераґі.
- Карен Касумі — католицька церква.
- Сацукі Ятоджі — масони-кабаллісти.
- Сейшіро Сакурадзука — клан онмьоджі Сакурадзукаморі.

У даній статті переставлені головні герої, основні персонажі (Дракони Неба, Дракони Землі та сновидці) та деякі другорядні персонажі. Для Драконів Неба подана характеристика їх кеккаїв, для усіх основних персонажів подано назву карти Таро*, на якій ці персонажі зображені в манзі. Також подано імена сейю тих персонажів, які фігурували в екранізаціях манґи.

## Головні герої

### Камуі Шіро

Камуі Шіро

Камуі Шіро (яп. 司狼 神威) — головний герой «X/1999», юнак, який володіє могутньою силою, використовуючи яку він може визначити долю світу: знищити людство і дати планеті відродитись, чи залишити людство жити далі на Землі. Його ім'я означає «Той, хто володіє силою Бога».
У дитинстві Камуі жив у Токіо навпроти храму Тоґакуші. Його найкращими друзями були Фума і Которі Моно, діти священика храму. У віці дев'яти років Камуі разом зі своєю матір'ю Тору переїжджає на Окінаву. Там вони жили досить мирно і спокійно протягом шести років, поки одного дня мати Камуі не загинула в пожежі. Перед смертю Тору благала Камуі повернутися до Токіо.
Після повернення до рідного міста, Камуі виглядає відлюдкуватим і холодним з тією метою, щоб не підпускати до себе Фуму і Которі, які дуже зраділи поверненню друга дитинства. Але Камуі боїться, що накличе біду і на своїх друзів і не зможе їх захистити, як не зміг врятувати свою матір. Йому постійно доводиться тікати від духів-шікі, які невідомо для чого за ним стежать. Також він зустрічає Дайске і Араші, людей, які теж володіють надприродними можливостями. Вони намагаються змусити Камуі Шіро приєднатися до Драконів Неба, щоб боротися за спасіння людства, але той їх не слухає і вступає з ними в сутичку, під час якої був важко поранений. Зовсім знесиленим його підбирає Фума і відносить до себе додому, де він разом з сестрою деякий час доглядають за Камуі. Камуі знову зближується зі своїми друзями і вирішує захищати їх усіма своїми силами. Це мимоволі приводить його до того, що необхідно захищати людство. Таким чином він приєднується до групи магів — Семи Печатей, яких згуртувала навколо себе провісниця Хіното, яка щиро вірить, що Камуі єдиний, кому під силу змінити майбутнє і врятувати людство від загибелі. Однак, існує інший «Камуі», який має стати головним Сьомим Янголом, Драконом Землі. Він пробудився у тілі Фуми Моно, затьмаривши його розум. Одразу після пробудження він вбиває Которі Моно на очах у Камуі Шіро. Після цього Дракони Неба б'ються на смерть з Драконами Землі, але Камуі все ж таки має надію, що йому вдасться повернути Фуму.
Кінець манґи ще невідомий. Згідно з сюжетом фільму Камуі вбиває Фуму. Згідно з сюжетом серіалу Камуі гине, але йому вдається повернути Фуму.
Форма кеккаю: сфера
Карта Таро: Маг
Сейю у фільмі: Секі Томокадзу
Сейю у серіалі: Кенічі Судзумура

### Фума Моно

Фума Моно

Фума Моно (яп. 桃生 封真) — один з головних героїв манґи «X/1999», син Саї і Кьоґо Моно, брат Которі, найкращий друг Камуі Шіро.
Фума ще в дитинстві поклявся, що буде захищати усіма силами Камуі. Після повернення Камуі в Токіо, вони спочатку не спілкувались, але після сутички між Драконами Неба Фума знаходить пораненого Камуі додому і разом зі своєю сестрою деякий час доглядає за ним. Один з Драконів Землі Натаку краде Священний меч з храму Тоґакуші і смертельно ранить настоятеля храму, батька Фуми. Перед смертю Кьоґо каже Фумі, що він є «зіркою-близнюком Камуі», це означає, що якщо «Камуі, який володіє силою бога» обере одну із сторін, за яку буде битися в Останній Битві, то інший «Камуі, який полює на силу Бога», який пробудиться в тілі Фуми, автоматично обере інший бік. Пізніше, після того як Камуі все-таки вирішує захищати людство і своїх друзів, Фума стає «Темним Камуі»*, найсильнішим Сьомим Янголом, головним Драконом Землі. Він одразу ж нападає на самого Камуі і вбиває Которі. Після цього Фума починає руйнувати кеккаї Токіо і вбивати усіх, хто стає у нього на шляху.
Фума також виступає виконувачем бажань, які почасти зводяться до вбивств Драконів Неба чи Драконів Землі, мотивуючи це тим, що їхнім істинним бажанням було померти. Також він володіє оманливою зовнішністю, яка змушує інших бачити в ньому тих чи інших людей: для Юдзуріхи, Фума схожий на Кусанаґі, для Натаку — на батька, для Субару — на Сейшіро і т. д.
Фума абсолютно впевнений, що переможе. Однак, кінець манґи ще не відомий. У фільмі він зображається як «машина для вбивств», а в серіалі як справжній садист. Згідно з сюжетом фільму його перемагає Камуі, а згідно з телеверсією «X» «Темний Камуі» зникає, повернувши свідомість Фумі.
Сейю у фільмі: Кен Наріта
Сейю у серіалі: Джюнічі Сувабе

### Которі Моно

Которі Моно

Которі Моно (яп. 桃生 小鳥) — сестра Фуми Моно, подруга дитинства Камуі Шіро. В неї вроджена вада серця, тому дуже слабка, однак вона володіє рідкісною здатністю бачити майбутнє у снах. В дитинстві вона була найкращою подругою Камуі, він навіть обіцяв стати її «нареченим», коли вони виростуть. Також, коли вона була дитиною, вона стала свідком жахливої смерті своєї матері Саї, коли з тієї був народжений один зі Священних мечів. І хоч Фума запевняв свою сестру, що це не їхня мати, у Которі від побаченого залишилась психічна травма на все життя.
Коли Которі виросла, вона мріяла стати спеціалістом із фарбування тканин у колір індиго. Попри те, що Камуі, повернувшись до Токіо, холодно і різко поводився з Которі, вона все-одно відносилась до нього добре і доглядала пізніше за ним, коли він був тяжкопоранений. Дівчина стійко пережила смерть батька, але коли побачила у храмі шматки тіла Токіо Маґамі, з якої народився другий Священний Меч, Которі втратила розум, бо в її пам'яті випливла сцена з дитинства. Божевільну Которі перевезли до Академії CLAMP, але після того, як у Фумі прокинувся «Темний Камуі» вона була вбита руками власного брата. Вже втративши здоровий глузд і будучи вже при смерті, Которі вдавалося спілкуватися з іншим сновидцем — Какьо Кудзукі, який зміг тимчасово проникнути в її свідомість. Душа Которі перед тим як відлетіти заповіла Какьо передати Фумі і Камуі, що вона обох їх дуже любить і що майбутнє не визначене, його можна змінити.
Карта Таро: Закохані (6)
Сейю у фільмі: Джюнко Івао
Сейю у серіалі: Маміко Ното

## Дракони Неба

Символ Драконів Неба стилізований під сузір'я Великої Ведмедиці

Дракони Неба (яп. 天の龍 Тен но Рю:) або Сім Печатей (яп. 七の封印 Нанацу но Фу:ін) — група з семи людей, які володіють особливими здібностями, які вони використовують у боротьбі за спасіння людства в останній битві Апокаліпсису з Драконами Землі. Сім Печатей вважають, що людство не менш цінне, ніж сама Земля, на якій воно живе. Вони щиро вірять, що людській цивілізації вистачить розуму не зруйнувати своєю діяльністю природу Землі.
Драконів Неба згуртувала навколо себе сновидиця Хіното, яка передрікає майбутнє японським політикам, бачить у своїх снах кінець людства і саме за допомогою Драконів Неба намагається змінити долю людства.
Усі люди, що належать до Семи Печатей виховувались різними релігійними чи окультними організаціями. Дракони Неба володіють унікальною здатністю створювати кеккаї (бар'єри) — виміри, дії в яких не впливають на зовнішню реальність, хоча у випадку загибелі чи тяжкого поранення власника кеккаю, результати дій всередині цього виміру проявляються і в реальному світі.

### Сората Арісуґава

Сората Арісуґава

Сората Арісуґава (яп. 有洙川 空汰) — юнак, якого виховали буддійські монахи секти Шінґон у монастирі на горі Коя (яп. 高野山). Він майже не пам'ятає своєї матері, пригадує лише як вона плакала, коли забирали в неї її сина, тому він не може винести, коли жінки плачуть. Сората ріс дуже енергійним і веселим хлопчиком, в монастирі завжди крав їжу, за що йому діставало на горіхи від наставників. Головний астролог монастиря передрік ще малому хлопцю, що в майбутньому він стане однією з зірок сузір'я Великої Ведмедиці, буде битися в Останній Битві на боці Семи Печатей і буде захищати ціною власного життя головного Дракона Неба — Камуі, але загине, захищаючи жінку. Вихований в такому дусі, Сората був з дитинства готовим до своєї долі і тому зрадів, коли настав день, коли він мав переїхати до Токіо і зустрітись з Камуі. Сората неодноразово намагався зустрітись з Камуі, але йому заважали спочатку інші Дракони Неба, а пізніше і Юто Кіґаі, з яким Сората вступив у бій. Пізніше, коли Сората намагався розповісти Камуі, про Останню Битву, але лише накликав на себе гнів Камуі, через те, що згадав про смерть його матері. Безпосередність Сорати бентежить і дивує багатьох людей: він назвав Юто «людиною з шоу-бізнесу», звертався одразу ж до Камуі на ім'я і фамільярно до нього відносився, до Араші звертався — нее-чян (сестричка), дивував безцеремонністю у присутності сновидиці Хіното. Сората вирішив, що помре за Араші, бо йому сподобався її норовливий характер. Сората намагається якнайчастіше супроводжувати Камуі і Араші, захищаючи їх ціною власного життя. Сората володіє здатністю випускати потужний електричний заряд, а також створювати дух ґохододжі, який живиться силами хазяїна. Саме ґохододжі використовує Сората, щоб дізнатись правду про Хіното та щоб захистити Араші під час нападу на неї Дракона Землі. Араші вдячна за те, що Сората врятував їй життя, ціною власного здоров'я і проводить з ним ніч. Після цього Араші зникає. Згідно з оригінальним задумом, Сората дізнається, що злий дух, який заволодів Хіното, змусив Араші виступити на боці Семи Янголів. За сюжетом серіалу Сората під час битви на меморіалі Ясукуні дізнається про зраду Араші, але не розуміє, навщо вона так вчинила. Пізніше він дізнається, що Араші захоче вбити Камуі, щоб Сораті не довелось жертвувати заради нього своїм життям. Під час спроби вбити Камуі, Сората стикається з Араші, але ніхто з них не зміг завдати удару. За це «Темний Камуі» вирішує стратити Араші, але Сората запобігає цьому, випаливши пів тіла Фуми. Сората сам при цьому гине, захистивши кохану, як і було сказано в пророцтві астролога. Згідно з сюжетом повнометражного фільму Сораті не вдається захистити Араші і він гине разом з нею він меча Фуми.
Форма кеккаю: паралелепіпед
Карта Таро: Колісниця (7)
Сейю у фільмі: Коічі Ямадера
Сейю у серіалі: Міцуакі Мадоно

### Араші Кішю

Араші Кішю

Араші Кішю (яп. 鬼咒 嵐) — перша з Драконів Неба, хто прибув на заклик Хіното. В дитинстві залишилась безпритульною на вулиці, але її підібрала настоятельниця храму Ісе (яп. 伊勢神社), яка і виховала дівчинку. Араші володіє здатністю створювати меч з руки. Вона часто відвідує Хіното і займається «вербуванням» Драконів Неба, зокрема, намагалася разом з Дайске Саікі залучити на свій бік Камуі Шіро, але не змігши цього зробити, вступила з ним у сутичку, важко його поранивши. Араші стикається біля храму з шікіґамі і перемагає їх, при цьому вона зустрічає одного з Драконів Неба — Сейічіро Аокі. Після битв вона знову зустрічається з Камуі, від битви з яким її убезпечила поява Сорати Арісуґави, який запросив їх на дружню розмову. Після цього напруження між Араші і Камуі зникає. намагається Спочатку Араші не подобається характер Сорати, який звертається до неї — нее-чян (сестричка), але потім звикає до цього. Араші дуже хвилює неприкритий вияв симпатії до неї зі сторони Сорати, який клянеться, що буде захищати її ціною свого життя. Після цього Араші і Сората працюють переважно в парі, шукаючи решту Драконів Неба і б'ючись з Сімома Янголами. Поступово Араші починає закохуватись в Сорату, а після того, як той захистив її від неминучої загибелі, проводить з ним ніч. Однак, після цього Араші втрачає можливість висувати меч зі своєї руки. Згідно з оригінальним задумом злий дух, що захопив Хіното стирає пам'ять в Араші і змушує її битися на боці Семи Янголів. Згідно з сюжетом серіалу Араші не бажаючи, щоб Сората жертвував життям заради Камуі, вирішує перейти на бік Драконів Землі і вбити Камуі. Під час однієї з битв вона тяжко ранить одного з Семи Янголів Шію Кусанаґі, який вирішив захистити Юдзуріху Некой від іншого Дракона Землі. Пізніше Араші кається в заподіяному і Юдзуріха пробачає їй це. Араші намагається вбити Камуі, але їй заважає це зробити Сората. «Темний Камуі» вирішує вбити Араші за те, що послухалась його наказу і не виступила проти Сорати. Однак Сората захищає Араші, випаливши «Темному Камуі» пів тіла потужним електричним розрядом і при цьому загинувши. Згідно з сюжетом фільму Араші гине разом з Соратою від меча Фуми.
Форма кеккаю: піраміда
Карта Таро: Помірність (14)
Сейю у фільмі: Емі Шінохара
Сейю у серіалі: Рьока Юдзукі

### Юдзуріха Некой

Юдзуріха Некой та Інукі

Юдзуріха Некой (яп. 猫依 護刃) — представниця клану Некой, майстрів інуґамі (псів-духів), одна з Драконів Неба. Її особистий інуґамі — пес Інукі (яп. 犬鬼), який завжди супроводжує дівчину і захищає її. Його не можуть бачити люди, які не володіють магічними здібностями. Юдзуріха жила разом з бабусею при храмі Міцуміне (яп. 三峰神社). Після повернення Камуі до Токіо, вона теж переїхала до столиці.
Юдзуріха — енергійна і балакуча дівчина, завжди говорить те, що думає, дуже любить солодощі, приязна до інших людей, але ніколи зближується з ними, якщо вони не бачать Інукі. Першою людиною в Токіо, яка змогла бачити Інукі був військовий Кусанаґі Шію. Юдзуріха була вражена добротою цього чоловіка, який дуже приязно поставився до Інукі. Тому вона взяла обіцянку з Кусанаґі, що вони ще обов'язково зустрінуться. Юдзуріха приєдналась до інших Драконів Неба у підземеллі будинку Парламенту і одразу ж виявила себе як вмілий воїн під час нападу Сейшіро Сакурадзуки. Юдзуріха вразила Камуі своєю щирістю і добротою. Сержант Шію та Юдзуріха неодноразово зустрічались у парку і дівчина розповідала про своє минуле, а Кусанаґі розповідав про природу, з якою він спілкується. Не зважаючи на різницю у віці дівчина закохалась у Кусанаґі, але не хотіла йому в цьому зізнаватися. Пізніше Юдзуріха вступає в бій з Драконом Землі Сацукі Ятоджі, під час якого гине Інукі, який захистив свою хазяйку. Він загибелі Юдзуріху рятує Кусанаґі Шію, який виявився одним з Семи Янголів і відносить дівчину до військового шпиталю. Юдзуріха вдячна дуже вдячна йому і розповідає про свої почуття до нього. Після цього дівчина вступає в бій з самим «Темним Камуі». Під час битви народжується новий інуґамі, який і рятує представницю клану Некой від Дракона Землі. Згідно з сюжетом серіалу, Кусанаґі знову захищає Юдзуріху під час однієї з битв, але його самого ранить Араші, яка зрадила Драконів Неба. Після цього знесилена Юдзуріха лише доглядає за Кусанаґі і не вступає у битви з Драконами Землі. Після того, як Камуі рятує людство, Кусанаґі виходить з коми і залишається з Юдзуріхою. У повнометражному фільмі відсутній любовний зв'язок між Юдзуріхою і Кусанаґі, а сама гине у битві з «Темним Камуі», разом з нею зникає й Інукі.
Форма кеккаю: циліндр
Карта Таро: Сила (8)
Сейю у фільмі: Юкана Ноґамі
Сейю у серіалі: Кумі Сакума

### Субару Сумераґі

Субару Сумераґі

Субару Сумераґі (яп. 皇 昴流) — могутній маг-онмьоджі з клану Сумераґі, брат Хокуто, один з Драконів Неба.
Раніше був близько знайомий з Сейшіро Сакурадзукою, але той підло вчинив з Субару, зігравши на його почуттях. Сейшіро збирався вбити Субару, але Хокуто віддала життя заради брата, перед смертю наклавши на Сакурадзуку, яке б унеможливило вбивство ним Субару. Юний Сумераґі пригнічений, він важко переживає смерть сестри і зраду друга. Він весь час знаходиться у пошуку Сейшіро, який іноді з'являється і вступає з ним у сутичку, ніби дражнячи. Араші і Сората вмовляють онмьоджі Сумераґі приєднатися до Семи Печатей. Під час однієї з битв Субару вдається нейтралізувати «Темного Камуі», але той набуває подоби Сейшіро. Онмьоджі, вражений цим, перестає контролювати утримуюче закляття і Фума виривається з бар'єру і нападає на Субару при цьому виколовши праве йому око, якого не було і в Сейшіро.
Субару розуміє, що єдиною людиною, яка може вказати, де знаходиться Сакурадзука — це ясновидиця Хіното, яка і направляє онмьоджі на Райдужний міст, де один з Семи Янголів має зруйнувати кеккай. Субару зустрічає там Сейшіро і вступає з ним в битву, але програє. Сакурадзука збирався завдати смертельного удару, але він обернувся проти нього, що спричинило його смерть. Перед смертю Сейшіро розповів Сумераґі про закляття його сестри Хокуто і прошептав: «Субару, я … тебе». Після цього Субару знаходився тривалий час в прострації. Згідно з манґою, Фума віддав Субару ліве око Сейшіро разом з його силою, тому Сумераґі став одним з Семи Янголів, зайнявши місце Сакурадзуки. Згідно з сюжетом серіалу, Субару не приєднувався до Драконів Землі, а залишався у стані кататонії, з якого його вивів дух сестри Хокуто, яка закликала брата не здаватись і продовжувати жити і захищати людей. Таким чином, Субару допоміг Камуі, коли той бився з Фумою на Токійській вежі. Згідно з сюжетом фільму, Субару загинув у битві разом з Сейшіро.
Форма кеккаю: пентаграма
Карта Таро: Повішений (12)
Сейю у фільмі: Іссей Міядзакі
Сейю у серіалі: Томокадзу Суґіта

### Сейічіро Аокі

Сейічіро Аокі

Сейічіро Аокі (яп. 蒼軌 征一狼) — журналіст, працює редактором журналу Asuka у видавництві Kadokawa Shoten, дядько Дайске Саікі, один з Драконів Неба. Одружений, має доньку. Сейічіро належить до клану повелителів вітру, він один з найкращих, хто вміє управляти повітряними потоками і перетворювати їх у зброю. Разом з тим Аокі — дуже скромна і сором'язлива людина, гарно вихований. Аокі вперше зустрічається з Карен, коли був в неї на роботі як інтерв'юер. Сейчіро приязно ставиться до Карен, але не більше, бо має сім'ю. Він не здогадується про почуття, які має Карен. Перед Останньою Битвою вирішує розлучитися з дружиною на період Битви за Токіо. Згідно з сюжетом серіалу, коли Аокі подавав документ про розлучення, він зустрівся з Юто і домовився з ним про битву, але Карен присипляє його і йде на зустріч замість нього. Сейічіро встигає лише на кінець сутички, але нічим не зміг зарадити через брак сил і Карен помирає у нього на руках. Під час битви з Драконом Землі, Кусанаґі Шію, Аокі був важко травмований, але вижив. Згідно з сюжетом фільму загинув у битві з Натаку, впавши з хмарочосу.
Форма кеккаю: шестикутник
Карта Таро: Первосвященик (5)
Сейю у фільмі: Хідеюкі Танака
Сейю у серіалі: Тошіюкі Морікава

### Карен Касумі

Карен Касумі

Карен Касумі (яп. 夏澄 火煉) — повія у будинку розпусти «Квітка», одна з Драконів Неба, католичка. Карен володіє здатністю управляти вогнем, змінюючи його форму. В дитинстві її здібностями цікавилися секти, але матір Карен, фанатична католичка, тримала свою доньку в церкві і вважала її породженням диявола, часто била її. Після смерті матері, Карен виховував священик. Коли Карен вже працювала у «Квітці», до неї приходив Сейічіро Аокі як журналіст-інтерв'юер. Їй дуже сподобався Аокі, для якої він був справжнім джентльменом, але вона не казала йому про свої почуття, бо знала, що Сейічіро одружений і не хотіла обтяжувати його своїми почуттями. Карен була свідком викрадення Токіко і передала Камуі звістку про появу нового Меча. Згідно з серіалом, Карен захистила Аокі і загинула в полум'ї у боротьбі з Юто. Згідно з сюжетом фільму, вона загинула на вокзалі у боротьбі з Шьоґо Асаґі.
Форма кеккаю: хрест
Карта Таро: Правосуддя (11)
Сейю у фільмі: Мамі Кояма
Сейю у серіалі: Йоко Соумі

## Дракони Землі

Символ Драконів Землі стилізований під менору.

Дракони Землі (яп. 地の龍 Чі но Рю:) або Сім Янголів (яп. 七の御使 Шічі но Міцукаі) — група з семи людей, які володіють особливими здібностями, які вони використовують у боротьбі за знищення людства в останній битві Апокаліпсису з Драконами Неба. Сім Янголів вважають, що людська цивілізація остаточно знищить Землю і її природу, тому людство необхідно знищити.
Драконів Землі згуртувала навколо себе сестра сновидиці Хіното — Каное. Вона може «підглядати» за чужими снами і тому знає про швидку загибель людства. Її мета стає зрозумілою лише під кінець історії.
Сім Янголів руйнують земні бар'єри, які захищають Токіо від природних катастроф. Після руйнації кожного бар'єру відбувається потужний землетрус, який руйнує все довкола і спричиняє значні людські жертви.
На відміну від Драконів Неба, які працюють зазвичай діють разом, Дракони Землі діють розрізнено і з різною активністю. Найактивніші у руйнуванні кеккаїв — Фума та Сацукі. Сейшіро і Кусанаґі — одинаки. Юто малоактивний, але часто спілкується з Сацукі та Каное. Какьо весь час спить.

### Юто Кіґаі

Юто Кіґаі

Юто Кіґаі (яп. 麒飼 遊人) — працівник одного з токійських РАГСів, улюбленець жінок, один з Драконів Землі. У нього найбезтурботніший характер. Юто володіє здатністю управляти водою, майстерно управляється з кинджалами і батогом. Юто перший з Семи Янголів, хто зустрів Каное і приєднався до її плану. Він намагається першим завербувати на свій бік Камуі, але натикається на Сорату і вступає з ним в бій. Юто в інтимному зв'язку з Каное. Відноситься до Сацукі, як до молодшої сестри, часто з нею гуляє містом. Згідно з сюжетом серіалу Юто приймає виклик Сейічіро Аокі, але замість нього вступає в битву з Карен Касумі. Юто гине від ран, які отримав у полум'ї під час битви. Згідно з сюжетом фільму його вбиває Фума, якому не подобались інші Дракони Землі.
Карта Таро: Диявол (15)
Сейю у фільмі: Кадзухіко Іноуе
Сейю у серіалі: Мічіакі Фуруя

### Сацукі Ятоджі

Сацукі Ятоджі

Сацукі Ятоджі (яп. 八頭司 颯姫) — розумна дівчина, що гарно розбирається в комп'ютерній техніці, одна з Драконів Землі. Сацукі зневажає людей, вважає світ нудним і не вартим уваги. Для неї є вартим уваги лише комп'ютерний, цифровий світ. В неї є унікальна здатність контролювати комп'ютери шляхом приєднання до них через дроти, що встромляються в її тіло. Ця особлива здатність зацікавила організацію масонів, які використовували Сацукі в своїх дослідах під час вивчення кабалістичного дерева Сефірот за допомогою потужних комп'ютерів. Дівчині набридли ці експерименти і вона тікає від дослідників і приєднується до Каное і Юто, бо вони їй здались дійсно цікавими людьми. Сацукі поважає Каное за те, що та не задає зайвих питань і навантажує її роботою. Також Каное дала Сацукі надпотужний суперкомп'ютер «Звір», який також під'єднується до Сацукі і працює за її командами і за допомогою якого вона знаходить корисну інформацію для Каное, яка шукає Камуі. Сацукі також дуже подобається Юто, з яким вона часто гуляє містом. Це в свою чергу не подобається «Звіру», який стає дедалі самостійнішим. Сацукі за допомогою «Звіра» може контролювати усі дроти в місті і таким чином може руйнувати кеккаї міста і боротися з Драконами Неба, зокрема з Юдзуріхою, яку вона тяжко ранить і вбиває її пса Інукі. Коли Юто вступив у сутичку з Карен Касумі, Сацукі намагалась допомогти йому, але «Звір» не дозволив цьому статися і вбив Сацукі.
Карта Таро: Самітник (9)
Сейю у фільмі: Котоно Міцуіші
Сейю у серіалі: Хоко Кувашіма

### Сейшіро Сакурадзука

Сейшіро Сакурадзука

Сейшіро Сакурадзука (яп. 桜塚 星史郎) — представник клану найманих вбивць Сакурадзукаморі, вбивши свою матір Сецуко, став головою клану. Сейшіро — могутній маг-онмьоджі, може створювати ілюзії, контролює шікіґамі у вигляді яструба, один з Драконів Землі.
Раніше Сейшіро працював ветеринаром і був близьким другом близнят Субару і Хокуто Сумераґі. Хоча його метою було вбивство Субару, Хокуто віддала життя заради брата і перед смертю наклала закляття на Сейшіро, яке б відвело смертельний удар від Субару і вразило б самого Сейшіро. Поява Сакурадзуки постійно супроводжується падаючими пелюстками сакури. Йому вдається напасти на Камуі і Которі, але Фума рятує свої друзів з ілюзорного полону. Пізніше Сейшіро навіть вдається створити ілюзію у підземеллі Парламенту, де зібрались Дракони Землі у сновидиці Хіното. Сакурадзука ніби грає з юним Сумераґі, постійно з ним зустрічаючись і дражнячи його. Остання їхня зустріч відбулась на Райдужному мості, де між ними відбулась битва і в якій Сейшіро отримав гору, однак смертельний удар, якого він хотів завдати Субару, обернувся проти нього, що спричинило його смерть. Перед смертю Сейшіро розповів юному Сумераґі про закляття його сестри Хокуто і прошептав: «Субару, я … тебе»…
Карта Таро: Смерть (13)
Сейю у фільмі: Тору Фурусава
Сейю в аудіодрамі: Кадзуя Накаі
Сейю у серіалі: Отоя Кавано

### Натаку

Натаку

Натаку (яп. 那吒) — безстатевий клон, створений професором Тоджьо з клітин свого сина і своєї онуки Кадзукі Тоджьо. Названий на честь китайського божества, один з Драконів Землі. Натаку краде Священний Меч з храму Тоґакуші, смертельно поранивши настоятеля Кьоґо Моно. Після цього стикається у сутичці з Камуі. Натаку вдається втекти разом з Мечем до лабораторії, де до нього пізніше приходить Фума, щоб забрати Священний Меч. Натаку відданий «Темному Камуі», бо той нагадує йому батька. Тому Фума звертається до Натаку на ім'я Кадзукі.
Згідно з манґою Натаку вбиває сам «Темний Камуі», бо нібито бажанням самого Натаку було померти за когось і щоб за ним хтось тужив. Згідно з фільмом, він гине у сутичці з Сейічіро Аокі, впавши з хмарочоса. В серіалі Натаку віддає свою плоть для відновлення тіла Фуми, який сильно постраждав у попередній битві з Соратою.
Карта Таро: Місяць (18)
Сейю у фільмі: Ріка Мацумото
Сейю в аудіодрамі: Емі Мотоі
Сейю у серіалі: Мотоко Кумаі

### Кусанаґі Шію

Кусанаґі Шію

Кусанаґі Шію (яп. 志勇 草薙) — сержант Японських Сил Самооборони, один з Драконів Землі. Його здатністю є телепатичний зв'язок з тваринами і рослинами, тому він дуже любить природу Землі і дуже переживає як людська цивілізація засмічує планету. Деструктивна здатність Кусанаґі — це викликання сильних локальних землетрусів, хоча він користувався нею лише у битві з Сейічіро Аокі. Кусанаґі зустрічає Юдзуріху на вулиці і помічає її собаку — Інукі, що дуже вразило Юдзуріху, бо Кусанаґі виявився першою людиною, хто побачив пса-привида. Кусанаґі неодноразово зустрічався з Юдзуріхою і в них виникли приязні почуття один до одного, тому він був вимушений піти проти Драконів Землі, щоб захистити Юдзуріху. Тому за наказом «Темного Камуі» Араші важко ранить Кусанаґі і той перебуває у непритомному стані аж до того моменту, коли Камуі врятував людство в Останній Битві.
Карта Таро: Зірка (17)
Сейю у фільмі: Джордж Наката
Сейю у серіалі: Масакі Аідзава

### Какьо Кудзукі

Какьо Кудзукі

Какьо Кудзукі (яп. 玖月 牙暁) — сновидець Драконів Землі. В нього дуже слабке здоров'я, тому майже весь час прикутий до ліжка і підключений до апарату підтримання життєдіяльності. Раніше перебував у будинку Сумераґі, де познайомився з Хокуто і закохався в неї. У снах він бачив її загибель від руки Сейшіро, намагався з усіх сил її врятувати, але не зміг. Перебуваючи у готелі «Four seasons», де був прикутий до ліжка і апарату, він тільки те й міг робити, що спілкуватися у снах з Хокуто і Которі Моно на фоні мальовничого морського узбережжя. Його мрія — якнайшвидше померти, щоб приєднатися на тому світі до своєї коханої, але через брак сил, він навіть не може накласти на себе руки. Какьо намагався попередити Которі, щоб вона не заходила до храму, коли був народжений другий Священний Меч, але та не послухала і збожеволіла від побаченого. Коли «Темний Камуі» встромив меч в Которі, Какьо вдалося поспілкуватись з головним Сьомим Янголом через померлу. Після цього Фума одразу ж попрямував на пошуки сновидця і забрав його з готелю до штаб-квартири Семи Янголів в підземеллі токійської мерії, запевняючи, що виконає його заповітне бажання, якщо буде служити Сімом Янголам. Душа Которі перед тим як відлетіти заповіла Какьо передати Фумі і Камуі, що вона обох їх дуже любить і що майбутнє не визначене, його можна змінити. Какьо також спілкувався з Хіното і запевняв її, що майбутнє не змінити. Після того, як Камуі врятував людство Какьо зміг спокійно відійти на той світ до своєї коханої Хокуто.
Карта Таро: Колесо Фортуни (10)
Сейю в аудіодрамі: Меґумі Оґата
Сейю у серіалі: Юджі Уеда

## Інші персонажі
Хіното (яп. 丁) — провісниця, яка бачить майбутнє у своїх снах. Вона передбачає майбутнє японським політикам, тому живе під будівлею Японського парламенту. Хіното сліпа, глуха та німа, але може спілкуватись з іншими людьми за допомогою телепатії. Її охоронцями та слугами є сестри-близнючки Сохі та Хіен, а також один з повелителів вітру Дайске Саікі, які звертаються до провісниці «Хіното-хіме» (Принцеса Хіното). Сновидиця бачить Останню Битву та загибель людства та прибуття Камуі, того хто володіє божественною силою і хто єдиний може змінити майбутнє і врятувати людство. Але Хіното не знає, яку сторону обере Камуі, тому постійно засилає до нього посланців у вигляді шікіґамі, а пізніше посилає Дайске Саікі та Араші Кішю, першого Дракона Неба, якого вона прикликала. Камуі не бажає приєднуватись до Драконів Неба і не слухає Хіното, бо надто пригнічений нещодавньою смертю матері. Сестра Хіното, Каное, яка може проникати у сни своєї сестри і яка знає про прийдешню битву, намагається схилити юнака на бік Драконів Землі, чого дуже боїться сама Хіното. Пізніше, після пробудження «Темного Камуі» в тілі Фуми Моно, Камуі Шіро приєднується до Драконів Неба і починає слухати поради Хіното. Однак Хіното надто виснажена і зневірена в можливості змінити майбутнє, нею оволодіває її друге «Я» і починає заплутувати Драконів Неба, з метою їхньої загибелі. Сновидиця бачить загибель свого відданого охоронця Дайске, але нічим йому не допомагає. Зрештою, Хіното, не в змозі подолати свій темний бік, накладає на себе руки.
Карта Таро: Жриця (2)
Сейю у фільмі: Юко Мінаґучі
Сейю у серіалі: Ая Хісакава
Каное (яп. 庚) — сестра Хіното, працює секретарем в токійській мерії, володіє здатністю підглядати за чужими снами. Тому вона знає про Останню Битву Апокаліпсису і про долю людства. Вона починає збирати Драконів Землі з метою подальшого знищення людства. Метою Каное є саме не ліквідація людської цивілізації, а звільнення від обов'язків ясновидиці своєї сестри Хіното.
Карта Таро: Хазяйка (3)
Сейю у фільмі: Ацуко Такахата
Сейю у серіалі: Кахо Кода
Дайске Саікі (яп. 軌 玳透) — племінник Сейічіро Аокі, охоронець ясновидиці Хіното. Дайске володіє здатністю управляти вітром. Він досить майстерно управляє потоками повітря, бо його вчив його дядько Сейічіро. Саікі бажає захистити усіма своїми силами сновидицю Хіното, готовий пожертвувати заради неї життям. Хіното відправляє Дайске до Камуі, щоб запросити того приєднатися до Драконів Неба. Але Камуі різко відмовляє Саікі і вступає з ним в битву, під час якої важко його поранив. Дайске не вірить, що Камуі — обраний, «Той, хто володіє силою Бога», і той, хто може захистити людство. Але пізніше Камуі і Дайске починають краще розуміти один одного і поступово стають приятелями. «Темний Камуі» вирішує виконати бажання Дайске, тобто віддати життя заради Хіното, і жорстоко вбиває його. Хіното бачила майбутнє у своїх снах, але не змогла нічим зарадити Саікі.
Сейю в аудіодрамі: Тошіюкі Морікава
Сейю у серіалі: Кішьо Таніяма
Токіко Маґамі (яп. 真神 時鼓) — сестра Тору Маґамі, тітка Камуі Шіро. Спочатку працювала медсестрою в школі, де навчався Камуі. Пізніше вона відкрилася Камуі і все розповіла про смерть його матері. Пізніше була схоплена шікіґамі, але через Карен Касумі їй вдалося передати Камуі важливу інформацію. Вночі у храмі Тоґакуші Фума і Камуі знаходять скривавлену і знесилену Токіко, яка каже, що народить другий Священний Меч. Вона гине і з її тіла народжується меч. Одразу після цього Которі побачила закривавлену залу з шматками тіла і втрачає здоровий глузд, бо в її пам'яті випливла така ж сама сцена смерті її матері Саї, яка народила перший Священний Меч. Пізніше Камуі дізнається з відеозаписів Токіко усі деталі Останньої Битви, яка має невдовзі розпочатись.
Карта Таро: Вежа (16)
Сейю в аудіодрамі: Кейко Тода
Сейю у серіалі: Міса Ватанабе
Тору Шіро (яп. 司狼 斗織) — мати Камуі Шіро, представниця клану Маґамі, знаменитих каґеніе. Вона мала виносити і народити Священний Меч, але тоді б не змогла піклуватися про маленького Камуі. Тому її кохана Сая Моно народила Меч замість Тору. Після смерті Саї, Тору зі своїм сином переїхали на Окінаву. Там вони жили досить мирно і спокійно протягом шести років. Але одного дня Тору вирішила виконати місію каґеніе, тобто перебрати на себе усі біди іншої людини. Таким чином після того як вона порадилась з попередньою директрисою академії CLAMP, Тору згоріла разом з власним будинком, забравши усі біди від Камуі. Сам Камуі нічого не зміг вдіяти, не зміг використати свою силу, щоб врятувати матір з полум'я. Перед смертю Тору взяла з Камуі обіцянку, що він повернеться до Токіо і зустріне там свою долю. Камуі тяжко пережив втрату матері, але обіцянку виконав.
Карта Таро: Вежа (16)
Сейю у фільмі: Масако Ікеда
Сейю у серіалі: Кікуо Іноуе
Сая Моно (яп. 桃生 紗鵺) — дружина настоятеля храму Тоґакуші Кьоґо Моно, мати Фуми і Которі. Сая кохала Тору і тому вирішила померти заради неї, народивши Священний Меч. Вона одружилася з Кьоґо, заради захисту в його святилищі. Перед смертю Сая вибачається перед чоловіком за те, що насправді ніколи його не кохала, але той пробачає їй все, бо щиро її кохав. Смерть Саї стала тяжким потрясінням для її дітей, особливо для Которі, бо це її психічно травмувало. Пізніше Сая являтиметься у снах Которі у образі русалки.
Карта Таро: Блазень (0)
Сейю у серіалі: Мічіко Нея
Кьоґо Моно (яп. 桃生 鏡護) — настоятель храму Тоґакуші, батько Фуми і Которі, чоловік Саї, яка загинула, породивши перший Священний Меч. Після смерті дружини Кьоґо зберігав Священний Меч у себе в храмі. Натаку краде Меч, смертельно поранивши настоятеля. Перед смертю Кьоґо повідомляє Фумі, що він є «зіркою-близнюком Камуі».
Сейю в аудіодрамі: Ікуя Савакі
Карта Таро: Хазяїн (4)
Сейю у серіалі: Коджі Ішіі

## Другорядні персонажі
Хокуто Сумераґі (яп. 皇 北都) — сестра-близнючка Субару Сумераґі, володіє незначними магічними силами. Хокуто знайомиться з сновидцем Какьо Кудзукі. Сам Какьо знає про долю Хокуто, намагається з останніх сил запобігти смерті Хокуто, але це йому не вдається: Сейшіро вбиває дівчину. Хокуто навіть після смерті являється у снах Какьо. Також їй вдається переконати Субару не здаватися і продовжувати боротьбу за спасіння людства.
Сейю у серіалі: Сацукі Юкіно
Сохі (яп. 蒼氷) та Хіен (яп. 緋炎) — сестри-близнючки, охоронці ясновидиці Хіното, звертаються до неї як Хіното-хіме (Принцеса Хіното). Після смерті ясновидиці вони також зникають.
Сейю у серіалі: Каорі Саікі, Шіхо Кавараґі
Нокору Імонояма (яп. 妹之山 残) — президент академії CLAMP. Був знайомий з Токіко Маґамі. Знає про Останню битву, яка вирішить майбутнє людства, тому всіляко підтримує Драконів Землі. Взяв під опіку Камуі, Юдзуріху, Араші, Сорату і Субару, а також Фуму і Которі, яка на той момент втратила розум. Зберігав у спеціальному укритті Священний меч, народжений Токіко.
Суо Такамура (яп. 鷹村 蘇芳) — перший помічник президента академії CLAMP Нокору Імоноями. Допомагає у вирішенні багатьох нагальних питань.
Акіра Іджюін (яп. 伊集院 玲) — другий помічник президента академії CLAMP Нокору Імоноями. Допомагає у вирішенні багатьох нагальних питань.
Кейічі Сеґава (яп. 瀬川 景一) — учень старшої школи CLAMP, староста класу. Його батько загинув під час одного з землетрусів у Токіо, спричиненому руйнуванням одного з кеккаїв. Після того як Камуі почав вчитися у школі CLAMP, Кейічі проявляв до нього надмірну увагу і намагався з ним потоваришувати. Камуі став його другом і був одного разу в гостях у Сеґави, де познайомився з його матір'ю. Пізніше вона теж загинула під час землетрусу і Кейічі залишився сиротою.
Шьоґо Асаґі (яп. 浅黄 笙悟) — персонаж фільму «X — The Destiny War», один з Драконів Землі. Він володіє здатністю управляти водою, міняти її форму і фізичний стан. Гине в полум'ї під час сутички з Карен Касумі.

В манзі цей персонаж відсутній, у фільмі він заміняє Какьо Кудзукі, оскільки останній бойовими можливостями не володів.
Сейю у фільмі: Тошіхіко Секі